# Dina Posada
Dina Posada (sinh năm 1946, El Salvador) là một trong những nhà thơ đương đại nổi tiếng nhất ở Trung Mỹ kể từ khi xuất bản Fuego sobre el madero (1996), một tập thơ ca ngợi tình yêu, tình ái và cơ thể phụ nữ.
Một công dân người Salvador-Guatemala, Posada học báo chí ở El Salvador và ngành tâm lý học ở Guatemala, nơi bà đã cư trú từ năm 1970. Bà làm việc ở El Prensa Gráfica của El Salvador từ năm 1969 đến 1969, và hiện là một nhà văn văn học đóng góp cho một số ấn phẩm ở Guatemala.
Kể từ Fuego sobre el madero, thơ của Posada đã tạo ra sự phê phán văn học đáng kể ở Châu Mỹ Latinh, Hoa Kỳ và Châu Âu, trong đó có tựa đề Afrodita en el trópico (Scripta Humanistica, 1999). Một số bài thơ của Posada đã được dịch sang các ngôn ngữ khác và có thể được tìm thấy trong một số tuyển tập địa phương và quốc tế; tác phẩm của bà cũng đã truyền cảm hứng cho những nỗ lực nghệ thuật khác, như "Novembre Vaca" (Barcelona, 2005) và "Exilio", một triển lãm tranh tường (Canada, 2004).

## bàng trình
Thơ phú:
- Hilos de la noche (1993)
- Fuego sobre el madero (1996)

Tuyển tập:
- Soones en la lítatura salvadoreña (El Salvador, 1997)
- Vocal fronteras (Wisconsin, 1999)
- Ca khúc nuevas (Madrid, 2000)
- Soon, desnudez y palabras (Guatemala, 2002)
- Poesía salvadoreña del siglo XX (Pháp, 2002)
- Stigar / Senderos (Thụy Điển, 2003)
- El monte de las delicias (Barcelona, 2004)
- Trilogía poética de las teeses en Hispanoamérica. Pícaras, místicas y rebeldes (Mexico, 2004)
- Soon, cuerpo y palabra (Madrid, 2004)
- Jinetes del aire (Ecuador y México, 2005)
- Poetas en blanco y negro. Contemporáneos (Madrid, 2006)
- Al filo del gozo, (México, 2008)
- Poetas por El Salvador, san hô Poema paseo (El Salvador-Francia, 2008)